# Albert (Oppeln-Strehlitz)
Albert von Strehlitz (polnisch Albert strzelecki; tschechisch Albert Střelecký; * ~1300/10; † 1366/75) war 1313–1366/75 Herzog des Oppelner Teilherzogtums Strehlitz. 1327 unterstellte er sein Land als ein Lehen der Krone Böhmen. 

## Leben
Albert entstammte dem Oppelner Zweig der Schlesischen Piasten. Seine Eltern waren Bolko I. von Oppeln und Gremislava oder Agnes N.N. Nach dem Tod seines Vaters im Jahre 1313 wurde das Herzogtum Oppeln für seine drei Söhne geteilt. Albert, der jüngste, erhielt Strehlitz. Sein ältester Bruder Bolko von Falkenberg erhielt Falkenberg und der zweitgeborene gleichnamige Bolko II. erhielt das um die vorstehenden Gebiete verkleinerte Herzogtum Oppeln. Da Albert beim Tod des Vaters noch minderjährig war, stand er zunächst unter der Vormundschaft des ältesten Bruders Bolko. Albert residierte in der 1303 von seinem Vater errichteten herzoglichen Burg in Strehlitz (castrum strelcense).
Politisch setzte Albert die böhmenfreundliche Politik seines Vaters fort. Dieser hatte am 17. Januar 1291 zusammen mit dem Teschener Herzog Mesko I. in Olmütz ein Bündnis mit König Wenzel II. geschlossen, mit dem sich die beiden oberschlesischen Herzöge verpflichteten, dem böhmischen König bei der Erwerbung und Durchsetzung seiner Rechte und Länder gegen jedermann beizustehen. Wie seine Brüder unterstellte auch Albert sein Land 1327 als ein Lehen der Krone Böhmen und erreichte dadurch den Anschluss an das Deutsche Reich. Bereits 1326 erteilte er Strehlitz die Stadtrechte. 
Vor 1347 vermählte sich Albert mit Agnes († 1371), einer Tochter des Magdeburger Burggrafen Burchart von Hardegg. Der Ehe entstammte als einziges Kind die Tochter Elisabeth, die den kujawischen Herzog Władysław Biały heiratete.
Albert unterstützte finanziell das von seinem Vater gegründete Kloster Himmelwitz. In dessen Klosterkirche wurde er nach seinem Tod beigesetzt. Da er keine männlichen Nachkommen hinterließ, gelangte das Herzogtum Strehlitz an seinen Neffen Bolko III. von Oppeln.